# Střevlík zrnitý
Střevlík zrnitý (Carabus granulatus) je brouk z rodu Carabus, čeledi střevlíkovitých. Jeho velikost se pohybuje od 1,7 až do 2,3 cm.

## Vzhled

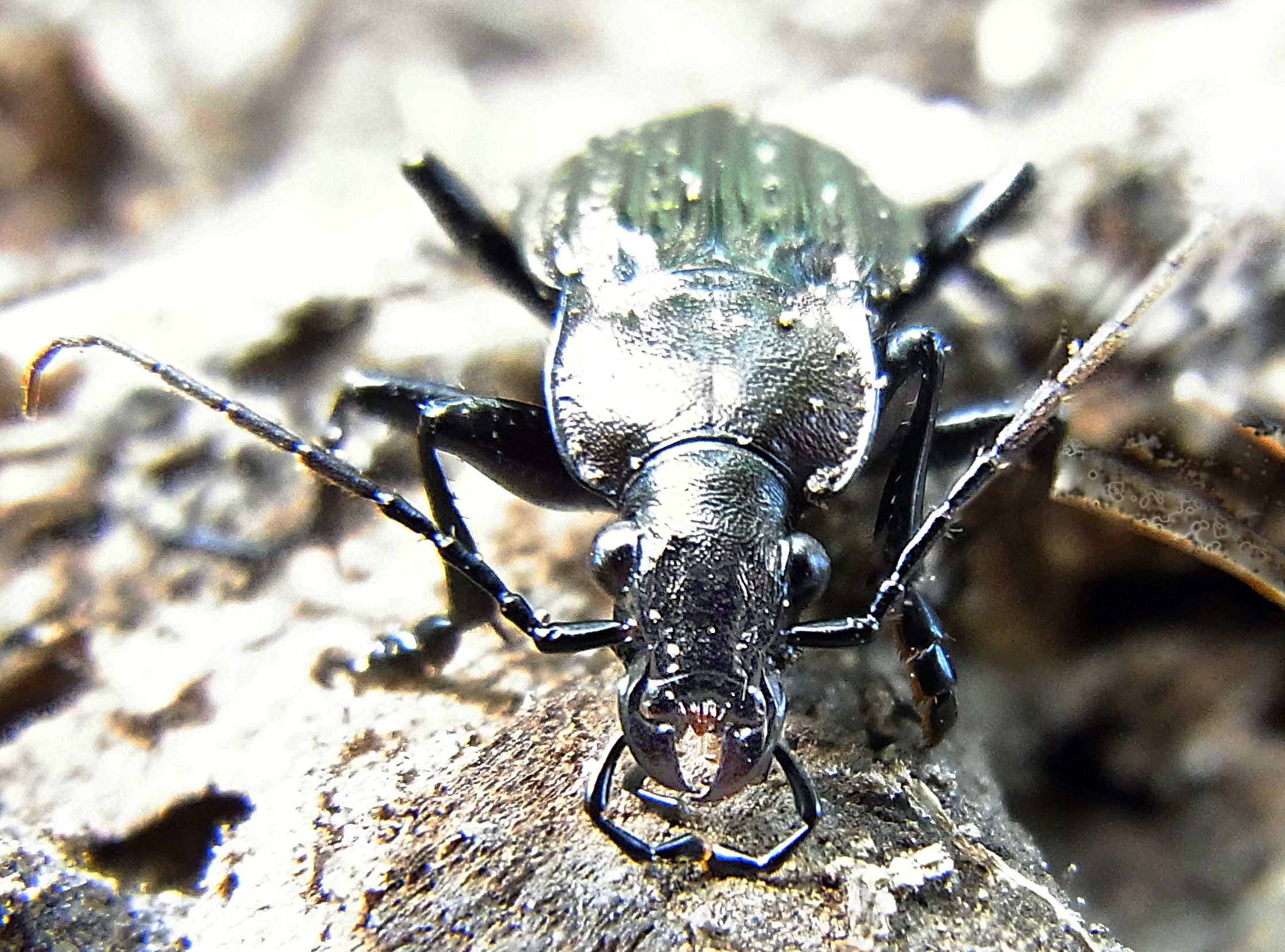
Hlava

Střevlík zrnitý je shora zbarven do červené, bronzové či zeleně barvy s lesklým povrchem. Zdola je černý. Jeho krovky jsou málo klenuté a mají směrem od hrudi k zadní části těla žebra, mezi nimiž jsou malé oválky v řadě za sebou. Žebro při středním švu je slabé a mizející před koncem krovek. Dlouhé nohy umožňují rychlý běh. Samec se od samice liší rozšířenými předními chodidly. C. cancellatus a ulrichii mají naopak klenuté krovky. C. granulatus má někdy červená stehna. Na rozdíl od C. cancellatus má C. granulatus první článek tykadel černý.

## Výskyt
Vyskytuje se v pásu od Evropy až po Japonsko. V Česku je hojnější na celoročně vlhkých lokalitách. Lze ho nalézt ve všech biotopech. Přes den se ukrývá pod kameny a v mechu.

## Život
Nová generace se líhne na podzim (do září), poté přečká zimu. Od dubna začíná být aktivní. Samička vajíčka klade do vyhrabané díry v zemi, celkem naklade přibližně 40 vajíček. Střevlíci jsou aktivní v noci nebo za dne po dešti. Jsou masožraví. Jejich potravou jsou slimáci, žížaly či šneci.